# 豪尔赫·博列特
豪尔赫·博列特（西班牙語：Jorge Bolet，1914年11月15日—1990年10月16日），美国古巴裔钢琴家。

## 生平
豪尔赫·博列特出生于古巴哈瓦那，12岁时获得柯蒂斯音乐学院的奖学金，1927至1934年间先后师从萨波顿、戈多夫斯基和莱纳等人。1935年，博列特在古巴政府建议下来到欧洲，跟随钢琴家罗森塔尔学习。1937年，博列特在瑙姆堡国际钢琴比赛获奖，后来他返回柯蒂斯，跟塞尔金学习并担任其助手（1939－1942年）。
博列特的钢琴演奏在四五十年代的美国并不受待见，音乐评论家哈罗德·勋伯格曾引述“技术太好以至于缺少个性和内涵”。1939－42年，博列特在古巴驻美大使馆文化处担任随员，1942年他加入美国籍并随美军前往日本东京，负责音乐艺术活动，在那里他指挥了吉尔伯特和萨利文所作歌剧《日本天皇》的日本首演。
五十年代开始，博列特在广播和电视表演之外录制了一批唱片，他重新发掘了例如普罗科菲耶夫第2钢琴协奏曲等当时不受重视的作品。1960年，博列特为李斯特主题的电影《一曲相思情未了》演奏了李斯特所有作品的钢琴录音，这部电影获得了1960年奥斯卡最佳音乐影片及金球奖最佳音乐及喜剧电影。
博列特成名较晚，他职业生涯的重大突破是1974年在卡内基音乐厅举办的演奏会，由RCA唱片录音出版。博列特1968－1977年任印第安纳州音乐学院的钢琴教授，随后在柯蒂斯音乐学院成为昔日老师塞尔金的继任者，但后来因为忙于演出而辞职。直到1977年，63岁的博列特才首次和大唱片公司迪卡签订了一份录音合同。
博列特在1989年接受大脑外科手术后健康状况恶化，1990年在加州山景城死于心脏衰竭。

## 技術特點
博列特的钢琴演奏兼具精湛的技术和明亮的音色，被认为是“李斯特的代表”，擅长浪漫主义和以普罗科菲耶夫为代表的20世纪乐派，他还经常演奏难度极高的钢琴曲目，例如戈多夫斯基、布索尼、陶西格、舒尔茨-埃夫勒等人的作品。

## 其他
- 博列特曾在访谈中表示自己最喜欢的钢琴协奏曲是约瑟夫·马克思的《E大调浪漫主义钢琴协奏曲》，因为这是少有的能充分发挥其钢琴技术的曲目[2]，这个协奏曲的曲谱由博列特于1970年代中期在德国的一个旧书店里发现，并多次演出或录音[3]。
- 与其他古典钢琴家不同的是，博列特极少使用施坦威公司的钢琴，原因是博列特频繁使用左脚的柔音踏板（英语：Soft pedal），他认为施坦威钢琴该踏板的效果过强[4]。美国鲍德温钢琴公司（英语：Baldwin Piano Company）为博列特专门设计了一架可以使用拖车搬运的SD-10钢琴，方便他在各地巡回演出[5]。在欧洲，博列特使用的是一架古老的贝希斯坦钢琴。

## 作品節選

### 商業錄音
迪卡唱片公司为博列特录制的唱片有33张，其中代表作为肖邦和李斯特的作品集，晚年的博列特主动避免过多的技巧，演奏兼具热情和精美。
以下，是博列特代表的錄音作品：
- (CD). 20世紀偉大鋼琴家（英语：Great Pianists of the 20th Century） 10. Philips Classics. 1998. 456 724-2.
- (CD). 20世紀偉大鋼琴家 11. Philips Classics. 1999. 456 814-2.

## 外部連結
- 豪尔赫·博列特的Discogs页面（英文）
- 豪尔赫·博列特纪念网站 （页面存档备份，存于）（英文）